# Pachycondyla striolata
Pachycondyla striolata är en myrart som beskrevs av Horace Donisthorpe 1933. Pachycondyla striolata ingår i släktet Pachycondyla och familjen myror. Inga underarter finns listade i Catalogue of Life.